# Heer Bommel doet een kuur
Heer Bommel doet een kuur is een ballonstripverhaal uit de Tom Poes-reeks. Het verscheen in 1963 voor het eerst in het weekblad Revue,  in de nummers 23 t/m 30. Later werd het verhaal herdrukt in verzamelalbums van o.a. uitgeverij Panda (2011).

## Samenvatting
Heer Bommel is overspannen na eerdere avonturen, en zoekt nu samen met Joost en Tom Poes rust in de Zwarte Bergen. Die rust wordt verstoord door twee rivaliserende groepjes kleine inboorlingen, die elkaar beschieten. Maar ze rivaliseren ook qua gastvrijheid, en willen Heer Bommel dus graag helpen. Alleen zijn ze veel te ruw, en gooien hem steeds in een ijskoude bergstroom.
Algauw wordt Heer Bommel dit te veel, en hij werpt iedereen die hem tracht te "helpen" zèlf in de bergstroom; inclusief Joost en Tom Poes. Die constateert daarop dat Heer Bommel duidelijk weer op krachten is. Heer Bommel ziet dat ook in, waarop ze beluiten terug naar huis te gaan. De inboorlingen blijven teleurgesteld achter. Maar nadat Heer Bommel thuis de krant heeft ingelicht, wordt het algauw populair voor "vermoeide lieden" om er ook heen te gaan voor een "kuur".  Ook burgemeester Dickerdack en markies de Canteclaer worden in het ijskoude water geworpen.   

## Achtergronden
Dit verhaal is een verkorte bewerking van de tekst strip "De Bommelkuur" uit 1953. In 1959 werd er een korte Engelstalige animatiefilm van gemaakt, "The Bungle cure". Deze film is, net als de overige acht, nooit vertoond, totdat ze in 2012 op dvd verschenen.
In 1977 verscheen Tom Poes en de tere heer; dit verhaal vertoont veel inhoudelijke overeenkomsten met het bovenstaande. Wellicht gaat het hier om een bewerking of inspiratie.